# Coipasa
El Coipasa és un llac de Bolívia que es troba al departament d'Oruro.
És un llac tectònic, amb una profunditat mitjana de 3,5 metres. Està envoltat pel salar de Coipasa. Es troba a la part occidental de l'altiplà andí, uns 20 km al nord de Salar de Uyuni. Té una superfície de 806 km² i es troba a 3.657 msnm. El principal riu que hi desemboca és el riu Lauca, provinent de Xile.